# SMS Don Juan d'Austria (1862)
El SMS Don Juan d'Austria fue el tercer miembro de la clase Kaiser Max construido para la Armada austríaca en la década de 1860. Su quilla fue colocada en octubre de 1861 en el astillero Stabilimento Tecnico Triestino; fue botado en julio de 1862 y terminado en 1863. Llevaba su batería principal, compuesta por dieciséis cañones de 48 libras y quince cañones de 24 libras, en una disposición tradicional a los costados, protegida por un cinturón blindado de 110 mm (4,3 pulgadas) de grosor.
El Don Juan d'Austria vio acción en la batalla de Lissa en julio de 1866. Allí estuvo muy implicado en el centro del combate; intercambió andanadas con el ironclad italiano Re di Portogallo y fue alcanzado tres veces por el buque torreta Affondatore, aunque sin daños mayores. Tras de la guerra, el Don Juan d'Austria fue modernizado ligeramente en 1867 para corregir su mala navegación y mejorar su armamento. Sin embargo fue rápidamente superado por la evolución naval en las décadas de 1860 y 1870. Obsoleto ya en 1873, el Don Juan d'Austria fue oficialmente "reconstruido", aunque en realidad fue desguazado para chatarra, con solo su placa de blindaje, partes de su maquinaria y otras piezas misceláneas que se reutilizaron en el nuevo Don Juan d'Austria.
Su epónimo refiere a Don Juan de Austria(ca. 1546 - 1578), militar y diplomático durante el reinado de su hermanastro (por vía paterna), Felipe II de España.

## Diseño
El Don Juan d'Austria medía 70,78 m de largo entre perpendiculares; Tenía una manga de 10 m y un calado medio de 6,32 m. Desplazaba 3 588 toneladas largas (3 646 t), con una tripulación de 386 personas. Su sistema de propulsión consistía en una máquina de vapor de simple expansión que impulsaba una sola hélice. El número y el tipo de sus calderas de carbón no han sobrevivido. Su motor producía una velocidad máxima de 11 nudos (20 km/h) a partir de 1 900 HP indicados (1 400 kW). Podía navegar durante unas 1 200 millas náuticas (2 200 km) a una velocidad de 10 nudos (19 km/h).
El Don Juan d'Austria era un buque blindado, con disposición lateral de armamento y estaba dotado con una batería principal de dieciséis cañones de avancarga de 48 libras y quince cañones de avancarga estriados de 24 libras y 15 cm (5,9 pulgadas). También llevaba un solo cañón de 12 libras y otro de 6 libras. Los costados del casco del barco estaban revestidos con un blindaje de hierro forjado de 110 mm (4 pulgadas) de espesor y se extendía de proa a popa.

## Historial de servicio
El Don Juan d'Austria fue construido por el astillero Stabilimento Tecnico Triestino (STT). Fue puesto en grada en octubre de 1861, y su casco completo fue botado el 26 de julio de 1862. Los trabajos de acondicionamiento se completaron al año siguiente y fue comisionado en la flota austriaca en 1863. Demostró retener mucha agua, debido a su proa abierta, y como resultado, tendía a manejarse mal. En febrero de 1864, el Imperio austríaco se unió a Prusia en la Segunda Guerra de Schleswig contra Dinamarca. El Don Juan d'Austria fue enviado con el navío de línea realizado en madera Kaiser y dos navíos menores al mando del vicealmirante Bernhard von Wüllerstorf-Urbair para reforzar una fuerza más pequeña formada por las fragatas de hélice Schwarzenberg y Radetzky al mando del entonces capitán Wilhelm von Tegetthoff. Después de que los dos grupos se combinaron en Den Helder (Países Bajos), se dirigieron a Cuxhaven el 27 de junio, llegando tres días después. La flota danesa, ahora superada en número, permaneció en el puerto durante el resto de la guerra y no buscó la batalla con el escuadrón austro-prusiano. En cambio, las fuerzas navales austriacas y prusianas apoyaron las operaciones para capturar islas frente a la costa occidental danesa.
En junio de 1866, Italia declaró la guerra a Austria, como parte de la tercera guerra de Independencia italiana, que se libró al mismo tiempo que la guerra austro-prusiana. Tegetthoff, ya ascendido a contralmirante y con el mando de toda la flota, llevó la escuadra austriaca a Ancona el 27 de junio, en un intento de atraer a los italianos, pero el comandante italiano, el almirante Carlo Pellion di Persano, rehusó el enfrentamiento con la escuadra de Tegetthoff.

### Batalla de Lissa

Esquema mostrando la disposición de fuerzas el 20 de julio de 1866

El 16 de julio, Persano sacó de Ancona a la flota italiana, con doce buques blindados, con destino a la isla de Lissa, donde arribaron el día 18. Con ellos, trajeron transportes de tropas con 3 000 soldados. Persano pasó los siguientes dos días bombardeando las defensas austríacas de la isla e intentando sin éxito forzar un desembarco. Tegetthoff recibió una serie de telegramas entre el 17 y el 19 de julio en los que se le notificaba el ataque italiano, que inicialmente creyó que era un señuelo para alejar a la flota austriaca de sus bases principales en Pola y Venecia. En la mañana del 19, sin embargo, estaba convencido de que Lissa era de hecho el objetivo italiano, por lo que solicitó permiso para atacar. Cuando la flota de Tegetthoff llegó a Lissa en la mañana del 20 de julio, la flota de Persano estaba preparada para otro intento de desembarco. Los barcos de este último se dividieron en tres grupos, y solo los dos primeros pudieron concentrarse a tiempo para encontrarse con los austriacos. Tegetthoff había dispuesto sus naves acorazadas en una formación en forma de cuña, con el Don Juan d'Austria en su flanco derecho; los buques de guerra de madera de la segunda y tercera divisiones permanecieron en la misma formación.
Mientras formaba sus barcos, Persano se transfirió de su buque insignia, el Re d'Italia, al buque torreta Affondatore. Esto creó una brecha en la línea italiana, y Tegetthoff aprovechó la oportunidad para dividir a la flota italiana y crear un combate cuerpo a cuerpo. Hizo un pase a través de la brecha, pero no logró embestir a ninguno de los barcos italianos, lo que lo obligó a dar la vuelta y hacer otro intento. El Don Juan d'Austria inicialmente intentó seguir al buque insignia de Tegetthoff, el Erzherzog Ferdinand Max, pero rápidamente perdió contacto con el buque insignia de Tegetthoff. El Don Juan d'Austria se vio rodeado por barcos italianos, lo que provocó que su buque gemelo, el Kaiser Max, acudiera en su ayuda. A partir de entonces, el Don Juan d'Austria se enfrentó al Re di Portogallo durante aproximadamente media hora antes de que aquél cambiara su los objetivos de regreso al Affondatore. Este último se anotó tres impactos en la zona proa sin blindaje del Don Juan d'Austria, pero causaron poco daño. El primero atravesó directamente el barco sin llegar a explotar, el segundo golpeó el blindaje del cinturón y no logró penetrar, y el tercero impactó en su alcázar.
En ese momento, el Re d'Italia había sido embestido y hundido mientras que el buque de defensa costera Palestro, ardiendo gravemente, pronto sería destruido por la explosión de uno de sus pañoles de pólvora. Persano rehusó el enfrentamiento, y aunque sus barcos aún superaban en número a los austriacos, se negó a contraatacar con sus fuerzas gravemente desmoralizadas. Además, la flota tenía poco carbón y municiones. La flota italiana comenzó a retirarse, seguida por la austriaca; Tegetthoff, habiendo sacado lo mejor de la acción, mantuvo la distancia para no arriesgar su éxito. Cuando comenzó a caer la noche, las flotas enemigas se retiraron por completo, dirigiéndose a Ancona y Pola, respectivamente.

### Últimos años
Después de regresar a Pola, Tegetthoff mantuvo su flota en el norte del Adriático, donde patrulló contra un posible ataque italiano. Los barcos italianos nunca llegaron, y el 12 de agosto, los dos países firmaron el Armisticio de Cormons; esto puso fin a la lucha y condujo al Tratado de Viena. Aunque Austria había derrotado a Italia en Lissa y en tierra en la batalla de Custoza, el ejército austriaco fue derrotado decisivamente por Prusia en la batalla de Sadowa. Como resultado, Austria, que se convirtió en Austria-Hungría en el Ausgleich de 1867, se vio obligada a ceder la ciudad de Venecia a Italia. Inmediatamente después de la guerra, el grueso de la flota austríaca fue dada de baja y desarmada.
La flota se embarcó en un modesto programa de modernización después de la guerra, centrado principalmente en rearmar a los acorazados con nuevos cañones estriados. El Don Juan d'Austria fue reconstruido en 1867, particularmente para corregir su mal comportamiento en el mar. Su proa abierta fue blindada y rearmada con doce cañones de avancarga de 7 pulgadas (178 mm) fabricados por Armstrong y dos cañones de 3 pulgadas (76 mm) de 4 libras. Para 1873, el barco ya estaba obsoleto y tenía un casco completamente corroído, por lo que la Armada Austro-Húngara decidió reemplazar el buque. La objeción parlamentaria a la concesión de fondos para nuevos buques obligó a la armada a recurrir a subterfugios para reemplazar el barco. Los proyectos de reconstrucción eran aprobados rutinariamente por el parlamento, por lo que la armada "reconstruyó" oficialmente el Don Juan d'Austria y sus barcos gemelos. En realidad, solo algunas partes de los motores, la placa de blindaje y otras partes misceláneas fueron rescatadas de los barcos. El Don Juan d'Austria fue desmantelado en el astillero del STT a partir de diciembre de 1873. A los nuevos acorazados se les dieron los mismos nombres que a los viejos buques en un intento de ocultar la operación.